# Trichoniscus pancici
Trichoniscus pancici är en kräftdjursart som beskrevs av Pljakic 1977. Trichoniscus pancici ingår i släktet Trichoniscus och familjen Trichoniscidae. Inga underarter finns listade i Catalogue of Life.